# Pseudoleptonema ceylanicum
Pseudoleptonema ceylanicum är en nattsländeart som först beskrevs av Hagen 1858.  Pseudoleptonema ceylanicum ingår i släktet Pseudoleptonema och familjen ryssjenattsländor. Inga underarter finns listade i Catalogue of Life.